# 赛义德乌兹扎曼·西迪基
赛义德乌兹扎曼·西迪基 (乌尔都语: سعید الزمان صدیقی‬，1939年12月1日 – 2017年1月11日) 别名赛义德·乌兹·扎曼·西迪基。是一名巴基斯坦政治家和法学家，曾任第15任巴基斯坦首席大法官，在此之前是第7任信德省高等法院首席大法官。 去世时，他是第28任信德省省长。他曾于2008年代表巴基斯坦穆斯林联盟（谢里夫派）参选巴基斯坦总统，不过最后输给了人民党候选人阿西夫·阿里·扎尔达里。